# Phylloscopus xanthoschistos
El mosquitero cabecigrís (Phylloscopus xanthoschistos) es una especie de ave paseriforme de la familia Phylloscopidae endémica del Himalaya y sus estribaciones sudorientales.

## Distribución y hábitat
Se encuentra en el Himalaya y las montañas del noreste del subcontinente indio, distribuido por Pakistán, Nepal, Bután, Birmania, Bangladés y el norte de India.  Su hábitat natural son los bosques de montaña subtropical.